# Fraunhofer-Institut für Werkzeugmaschinen und Umformtechnik

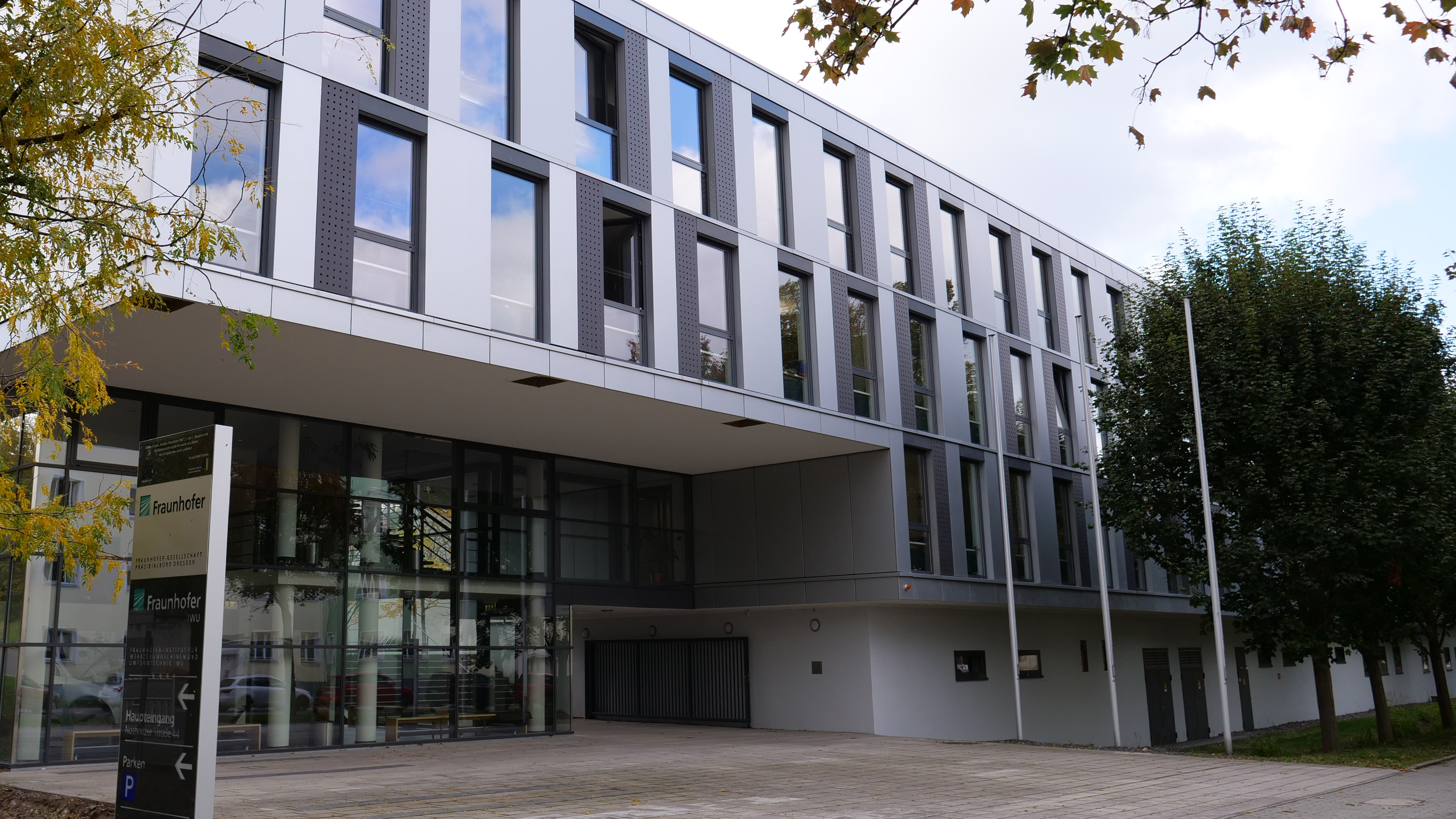
Institutsteil des Fraunhofer IWU in der Nöthnitzer Straße 44 in Dresden.

Das Fraunhofer-Institut für Werkzeugmaschinen und Umformtechnik IWU, kurz „Fraunhofer IWU“ genannt, ist eine Einrichtung der Fraunhofer-Gesellschaft zur Förderung der angewandten Forschung e. V. Die Forschungseinrichtung ist Leitinstitut für ressourceneffiziente Produktion und arbeitet an Innovationen im Umfeld der Produktionstechnik in den Geschäftsfeldern Mobilität, Produktionssysteme und Life Science. Dabei gliedert sich die Forschungsarbeit in die Bereiche Funktions- & Systemintegration sowie Produktionssysteme & Fabrikautomatisierung und Prozesstechnologie. Seinen Hauptsitz hat das Institut in Chemnitz und betreibt weitere Standorte in Dresden, Leipzig, Wolfsburg und Zittau.

## Geschichte
Das Fraunhofer-Institut für Werkzeugmaschinen und Umformtechnik IWU wurde am 1. Juli 1991 auf dem heutigen Technologie-Campus der Technischen Universität Chemnitz in der Reichenhainer Straße als erste Einrichtung der Fraunhofer-Gesellschaft in den neuen Bundesländern gegründet. Mit zunächst 37 Mitarbeiterinnen und Mitarbeitern sollte die sächsische Tradition im Automobil- und Maschinenbau an dieser Stelle weitergeführt werden. Die erste Institutsleitung bestand 1991 aus acht Personen: Dieter Weidlich, Reimund Neugebauer, Hans-Georg Schütz, Elke Bormann, Rolf Umbach, W. Altmann, R. Michael und W. Henning. Im Jahr 2006 kam es zur Eröffnung eines weiteren Standorts des Fraunhofer IWU: Der heute über 200 Mitarbeitende beschäftigende Dresdner Institutsteil wurde gegründet. Es folgte die Erweiterung des Instituts auf Standorte in Wolfsburg (2014), Leipzig (2014) und Zittau (2016) sowie ein Wachstum auf 670 Mitarbeiterinnen und Mitarbeiter (Stand: 2022). Die Projektgruppe Ressourceneffiziente mechatronische Verarbeitungsmaschinen RMV wurde 2016 integraler Bestandteil des Fraunhofer-Instituts für Gießerei-, Composite- und Verarbeitungstechnik. Bis heute hat das Fraunhofer IWU national und international viel Anerkennung erworben und wird als Forschungspartner vor allem der deutschen Industrie sehr geschätzt.

## Ausrichtung und Ziel des Instituts
Das Fraunhofer IWU ist Leitinstitut für ressourceneffiziente Produktion und steht für Innovationen in der produktionstechnischen Forschung und Entwicklung. Mit rund 670 hochqualifizierten Mitarbeiterinnen und Mitarbeitern erschließt es Potenziale für die wettbewerbsfähige Fertigung im Automobil- und Maschinenbau, der Wasserstofftechnik, der Luft- und Raumfahrt, der Medizintechnik, der Elektrotechnik sowie der Feinwerk- und Mikrotechnik. Im Fokus von Wissenschaft und Auftragsforschung stehen Bauteile, Verfahren und Prozesse sowie die zugehörigen komplexen Maschinensysteme. Prinzipiell bezieht sich der Forschungsgegenstand des Instituts auf die gesamte Fabrik, um die Produktion zukünftig in ihrer Gesamtheit ressourceneffizient zu gestalten.

## Forschung
Das Fraunhofer IWU widmet sich in der angewandten Forschung folgenden Themen:

### Additive Fertigungstechnik
Der Einsatz generativer Fertigungsverfahren ergänzt und unterstützt die Kernkompetenzen des Instituts. Die Fertigung metallischer Komponenten mithilfe des Laserstrahlschmelzverfahrens ermöglicht es dem Fraunhofer IWU und seinen Industriepartnern, neue Wege in der Entwicklung und Fertigung innovativer Bauteile aufzuzeigen. Darüber hinaus können mit der additiven Fertigung von reinen Kunststoffteilen komplexeste Formen für den Leichtbau erzeugt werden. Durch die Integration von zusätzlichen Endlosfasern können am Fraunhofer IWU darüber hinaus extrem leichte und gleichzeitig mechanisch hochbelastbare Bauteile hergestellt werden.

### Fügen
Vor dem Hintergrund einer ressourceneffizienten Produktion entwickelt das Fraunhofer IWU neuartige Fügeverfahren in den Bereichen mechanisches und thermisches Fügen und passt bewährte Technologien den steigenden Anforderungen an. Dabei wird die gesamte Prozesskette eines Bauteils betrachtet, um Verfahren zur Verbesserung der Fügeverbindungen sowie der Qualität des Endprodukts zu entwickeln.

### Industrie 4.0
Das Fraunhofer IWU entwickelt umsetzungsbereite, effizienz- und mehrwertsteigernde Lösungen für die Fabrik durch Symbiose aus Informationstechnik, Betriebsorganisation und Maschinenbau. Die dabei entstehenden Lösungen und Dienstleistungen adressieren das Leitthema Industrie 4.0 in der industriellen Produktion.

### Blechumformung
Die Abteilungen der Blechbearbeitung beschäftigen sich mit der gesamten Prozesskette des Blechumformens und führen auf dem Gebiet der Blechbearbeitung seit mehreren Jahren umfangreiche Untersuchungen mit dem Ziel durch, umformtechnische Grenzen zu erweitern und den Arbeitsbereich bei Umformteilen zu vergrößern – beginnend beim Bauteildesign, über rechentechnische und experimentelle Machbarkeitsanalysen, Werkzeugkonstruktion und -fertigung, die Herstellung der einzelnen Komponenten bis zum Fügen und der finalen Prüfung. (Standort Chemnitz)

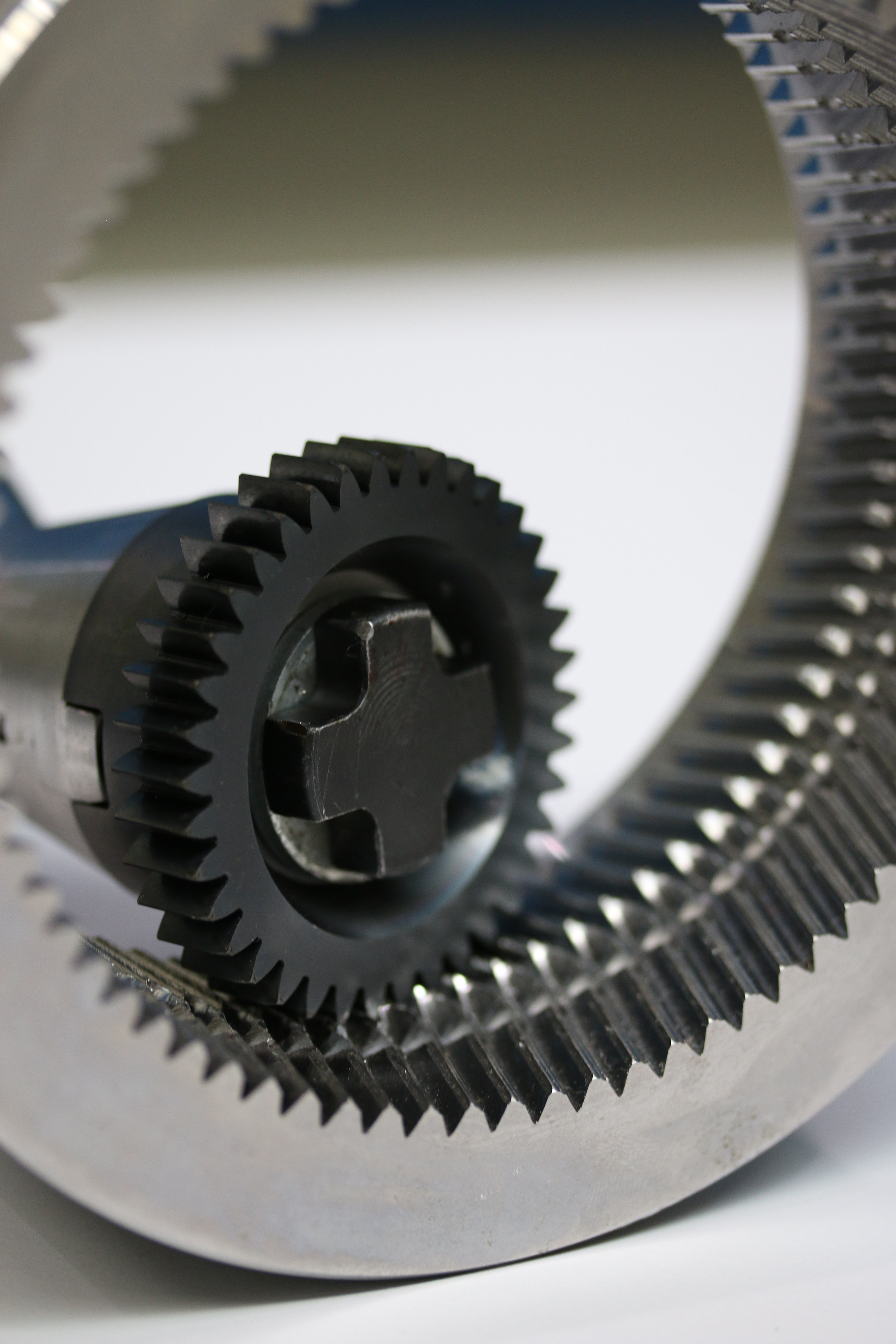
Getriebe für Elektro-Fahrzeuge: 3D-Prozessmodell zum Wälzschälen optimiert die Herstellung.

### Kennwertermittlung
Am Fraunhofer IWU werden relevante Werkstoffkennwerte bestimmt, die das Werkstoffverhalten unter realen Prozessbedingungen – seien es die bei der Verformung entstehenden oder die verwendeten Umformtemperaturen, die Umformgeschwindigkeiten oder die Umformgrade – exakt beschreiben. Dies hat eine essentielle Bedeutung sowohl für die numerische Simulation als auch für die Validierung der Experimente und Bauteile.

### Kreislaufwirtschaft
Wirtschaften ohne Abfälle zu hinterlassen und die verwendeten Ressourcen im Kreislauf halten. Daran forscht das Fraunhofer IWU und entwickelt neue Technologien und Geschäftsprozesse, wie z. B. zirkuläre Wertschöpfungsketten für die E-Mobilität, die Grundlage für eine nachhaltige Wirtschaft sind.

### Leichtbau
Der Leichtbau bietet ein enormes Potenzial für ressourceneffiziente mechatronische Systeme. Leichtbau bedeutet nicht nur ein geringeres Gewicht bewegter Baugruppen, sondern ist darüber hinaus ein Synonym für den optimalen, belastungsgerechten Einsatz von Werkstoffen und Konstruktionsprinzipien. Dabei werden Bauweisen der Natur wie zellulare Strukturen durch Metallschäume oder Verbundbauweisen wie Sandwichstrukturen und Faserverbünde für eine bionische Auslegung mechanischer Baugruppen nachempfunden. Die Forschenden am Fraunhofer IWU nutzen beispielsweise generative Fertigungsverfahren wie das 3D-Laserstrahlschmelzen oder das 3D-Drucken, die völlig neue Spielräume bei Geometrie, Werkstoff und Stückzahl eröffnen.

### Mechatronik/Adaptronik
Die Mechatronik als interdisziplinäres Arbeitsgebiet von Maschinenbau, Elektrotechnik und Informatik ermöglicht die Entwicklung flexibler und effizienter Produktionssysteme. Integrierte Sensoren erfassen den Zustand von Prozess und Maschine. Die Daten werden mit Modellen in der Steuerung und Regelung abgeglichen, im Ergebnis stellen Aktoren den optimalen Betriebszustand ein. Die Adaptronik zielt auf eine hohe Funktionsverdichtung durch Integration der Sensoren und Aktoren in die Werkstoffebene. Um diese Art von Funktionsintegration zu erreichen, wird am Fraunhofer IWU u. a. an Verbunden von sogenannten Smart Materials geforscht. Das Institut widmet sich der Entwicklung aktiver Komponenten für Maschinen und Fahrzeuge, die Störungen wie Verformungen, Schwingungen oder Schallabstrahlung bereits am Ort ihrer Entstehung verhindern. Diese Maßnahmen sind wesentlich wirksamer als rein konstruktive Verbesserungen und energieeffizienter, da sie nur zum Zeitpunkt und am Ort der Störung aktiv sind.

### Medizintechnik
Ob Endo- oder Exoprothesen, Spritzen oder Pflaster, Hightech oder Massenware – Medizinprodukte sind aus dem klinischen Alltag nicht mehr wegzudenken. Bedingt durch den demografischen Wandel und das zunehmende Durchschnittsalter der Bevölkerung werden auch in Zukunft hohe Erwartungen an die Medizintechnik und deren Entwicklung gestellt. Die Mobilität und das selbstständige Handeln des Patienten müssen bis ins hohe Alter erhalten bleiben. Die Aufgabe der medizintechnischen Forschungsarbeiten am Fraunhofer IWU liegt in der Entwicklung neuer Methoden und Produkte zur Verminderung des Risikos von Eingriffen und der Erhöhung von Implantatstandzeiten. Die Integration und Anwendung neuer Werkstoffe und Technologien ist dabei unerlässlich.

### Montagetechnik/Robotik
Im Bereich der Montagetechnik adressiert das Fraunhofer IWU die zunehmende Variantenvielfalt mit neuartigen und wirtschaftliche Technologien. Ein Kernanliegen der Forschung ist die Entwicklung von Produktionssystemen, die ein hohes Maß an Flexibilität und Autonomie aufweisen. Mit der Forschungsfabrik „Ressourceneffiziente Produktion“ ist das Institut in der Lage, wesentliche Fertigungseinheiten der Karosserieproduktion abzubilden und Lösungen für den Automobilbau von morgen in ihrer Gesamtheit zu analysieren und unter realistischen Produktionsbedingungen zu testen.

### Produktionsmanagement
Die Forschenden am Fraunhofer IWU entwickeln umsetzungsbereite, effizienz- und mehrwertsteigernde Lösungen für die Fabrik durch Symbiose aus Informationstechnik, Betriebsorganisation und Maschinenbau. Orientiert auf den Nutzen unserer Kunden, bringen wir unsere Kompetenzen und Erfahrungen aus regionalen, nationalen und internationalen Projekten ein und unterstützen von der Idee bis zur Realisierung. Zukunftsfähige Lösungen und Dienstleistungen adressieren die Leitthemen der industriellen Produktion in Deutschland: Im Fokus der Forschung liegen der effiziente Einsatz der Energie als zentraler Produktionsfaktor, „Industrie 4.0-geprägte“ Ansätze zur Erhebung, Verarbeitung, Vernetzung und Nutzung von Informationen in der Fertigung sowie die aktive (Re-)Integration des Mitarbeiters in menschzentrierten Arbeitssystemen der Produktion.

### Simulation
Die Simulation als Werkzeug für die virtuelle Produktentwicklung ist vor allem in der Automobil- und Luftfahrtindustrie ein wichtiger Bestandteil der Entwicklungskette. Immer breiter wird die Simulation auch für die Entwicklung und Optimierung von Formgebungsprozessen eingesetzt. In der Blechumformung ist die Forschung am Fraunhofer IWU u. a. darauf ausgerichtet mit Finite-Element-Programmen (FEM) die Geometrien und Eigenschaften von Bauteilen vorherzusagen und durch eine gezielte Variation der Prozessparameter und der Werkzeugform zu optimieren.

### Spanende Formgebung
Fertigungsverfahren immer materialsparender, energieeffizienter und prozesssicherer zu gestalten und den damit gefertigten Bauteilen zusätzliche Effekte wie weniger Reibung, Verschleiß oder Verbrauch zu verleihen, sind aktuelle Herausforderungen in der Produktionstechnik. Daraus ergibt sich ein komplexes Handlungsfeld, das von der energetischen Bewertung von Fertigungsprozessen über die Auslegung von ressourcenschonenden Prozessketten bis zur Erweiterung von Verfahrensgrenzen, der Entwicklung von Verfahrenskombinationen bzw. der Substitution von Operationen sowie der Entwicklung spezieller Werkzeuge und Maschinentechnik reicht. Das Fraunhofer IWU forscht hierzu an Bearbeitungsprozessen der Zerspanungstechnologie sowie an Funktionsoberflächen und der Mikrofertigung.

### Umformtechnologie
Sowohl in der Blech- und Massivumformung als auch bei der Gestaltung der Fabriksysteme und Logistik widmet sich das Fraunhofer IWU der Betrachtung der gesamten Prozesskette – von der Bauteilidee, der Produktentwicklung über Machbarkeitsanalysen, die Entwicklung von Technologien und Werkzeugkonzepten, die Methodenplanung bis zur Realisierung von Prototypen bzw. Kleinserien. Forschungsschwerpunkte sind vor allem Komponenten der Karosserie und des Antriebsstrangs. Im Hinblick auf die Optimierung des Energie- und Werkstoffeinsatzes erarbeiten die Forschenden am Institut Lösungen zur konsequenten Verkürzung der umformtechnischen Prozessketten – zum Beispiel mithilfe neuartiger Technologien – zur funktions- und belastungsgerechten Auslegung von Umformwerkzeugen sowie zur Anwendung innovativer Bearbeitungstechnologien.

### Wasserstofftechnologien
Wasserstoff ist der Hoffnungsträger für die gesamtgesellschaftlich geforderte Energiewende. Dafür ist jedoch die Entwicklung neuer Produktionstechnologien für hohe Marktvolumina notwendig – insbesondere für Brennstoffzellen als eines der Schlüsselelemente. Das Fraunhofer IWU orientiert sich in seiner Forschung an den Zielen des Nationalen Aktionsplans Brennstoffzellen-Produktion. Dieser fokussiert darauf, die kostenoptimierte, bedarfsorientierte Serienproduktion von Brennstoffzellen skalierbar zu ermöglichen, technologische und wirtschaftliche Potenziale von Brennstoffzellen deutlich zu verbessern sowie den strukturierten Rollout in Industrie und Gesellschaft erheblich zu beschleunigen und zu steigern. Damit sich Wasserstoff als Energieträger flächendeckend durchsetzen kann, gilt es ihn zu marktwirtschaftlichen Preisen, in ausreichender Menge und klimaneutral herzustellen und mit hoher CO2-Minderungsquote zu verwenden. Dafür sind kostengünstige, robuste Wasserstoffsysteme – neben Brennstoffzellen vor allem auch Elektrolyseure – erforderlich. Um diese zukünftig in industrieller Serie zu produzieren, stellt die „Referenzfabrik.H2“ des Fraunhofer IWU sowohl ein Design zur Orientierung als auch einen Baukasten mit neuen sowie spezifisch am Institut weiterentwickelten Technologien bereit.

### Werkzeugmaschinentechnologien
Das Fraunhofer IWU forscht an der Entwicklung von Produktionssystemen, Maschinen und Komponenten sowie deren peripheren Bereichen. Der Fokus liegt vor allem auf Problemstellungen, die sich aus den steigenden Forderungen an Produktivität, Fertigungsgenauigkeit, Flexibilität sowie Energie- und Ressourceneffizienz bei Entwicklungen im Maschinen- und Anlagenbau ergeben. Die Planung, Entwicklung und Inbetriebnahme spanender Werkzeugmaschinen ist eine Kernkompetenz des Fraunhofer IWU. Im Arbeitsgebiet „Umformende Werkzeugmaschinen“ verfügt das Fraunhofer IWU über Kompetenzen in der Planung, Entwicklung, Konstruktion und Eigenschaftsanalyse von Baugruppen für Umformmaschinen bzw. -anlagen einschließlich der entsprechenden Technik des Handlings dieser Systeme. Außerdem widmen sich die Forschenden am Institut, der Thermoforschung, um die Fertigungsgenauigkeit von Werkzeugmaschinen zu erhöhen.

### Werkzeug- und Formenbau
Im Fokus der Forschungsarbeit des Fraunhofer IWU steht auch die Entwicklung und Optimierung wirtschaftlicher Werkzeugkonzepte und Betriebsmittel zur Umsetzung neuer oder erweiterter Umformtechnologien. Eine Vielzahl unterschiedlicher Anforderungen erfordert den Einsatz neuer Werkzeugkonzepte. Wesentlich hierbei sind die Steigerung der Produktivität allgemein und die Senkung der Kosten für die Betriebsmittel. Realisiert werden kann das durch verschiedene Ansätze, welche maßgeblich durch das Produktionsumfeld als auch durch die anvisierten Stückzahlen beeinflusst werden. So ist es beispielsweise bei einer Massenfertigung sinnvoll durch geeignete Sensorik und Aktorik Schwankungen auszugleichen und so eine hohe Ausbringung zu gewährleisten. Für die Fertigung von Prototypen und kleinen Stückzahlen ist die Reduzierung der Werkzeugkosten zielführend. Zentraler Ansatz hierfür ist die deutliche Reduzierung des bauteilspezifischen Formspeichergrades der Werkzeuge und Betriebsmittel.

## Ausgründungen
Ausgründungen aus Forschungseinrichtungen sind Teil einer von Bund und Ländern ausgegebenen Strategie zur Verwertung von marktfähigen Forschungsergebnissen, die aus öffentlichen Mitteln gefördert wurden. Initiatoren von Ausgründungen sind in der Regel Mitarbeitende der Einrichtungen und ggf. die Institute selbst.
Beispiele für Ausgründungen, sogenannte Spin-Offs, am Fraunhofer IWU sind:
- ViALUX GmbH – Messsystem für Formänderungsanalysen in der Blechumformung
- METROM GmbH – Parallelkinematisch arbeitende Werkzeugmaschine zur mobilen Anwendung[2]
- 1A Technologies UG
- Dein Brandstempel GmbH
- VibroCut GmbH

## Preise und Auszeichnungen
- 2005 – Joseph-von-Fraunhofer-Preis an Dr. Ulrich Priber und Jürgen Schönitz für das Forschungsprojekt „Intelligentes Polierschleifen für die Papierindustrie“
- 2013 – Preisträger des Wettbewerbs „Ausgezeichnete Ort im Land der Ideen“ für die „E³-Forschungsfabrik Ressourceneffiziente Produktion“
- 2014 – Preisträger des Wettbewerbs „Ausgezeichnete Ort im Land der Ideen“ für „KULAN“, das elektrobetriebene Leichtbaufahrzeug für die Landwirtschaft (gemeinsam mit 15 weiteren Partnern)
- 2018 – Preisträger des Otto-von-Guericke Preises: KiTS – Kindgerechtes Therapiegerät und Simulationsplattform für Skoliosebehandlung[3]
- 2019 – Ausrichter Bundeswettbewerb „Jugend Forscht“
- 2019 – IQ Innovationspreis Mitteldeutschland: Sieger im Cluster Chemie/Kunststoffe 2019: Metrom Mechatronische Maschinen GmbH in Kooperation mit dem Fraunhofer IWU[4]
- 2022 – EARTO Innovation Awards 2022 – Impact Delivered Category, 2. Platz für “SEAM, Screw Extrusion Additive Manufacturing”[5]
- 2023 – Räucher-Willy: Hightechmaterial trifft traditionelles erzgeb. Kunsthandwerk, nominiert für den Sächsischen Transferpreis[6]